# Adrián Ripa
Adrián Ripa Cruz (ur. 12 sierpnia 1985 w Épili) – hiszpański piłkarz występujący na pozycji obrońcy w CD Numancia.